# Асаёнок, Юлия Михайловна
Юлия Михайловна Асаёнок, в девичестве — Рипинская, (род. 13 июля 1994 года) — белорусская тяжелоатлетка, призёр чемпионата Европы 2019 года. Двукратная чемпионка Европы среди юниоров.
Супруг Юлии — белорусский тяжелоатлет Петр Асаёнок.

## Карьера
В 2012 году на чемпионате Европы среди юниоров заняла первое место в категории до 48 кг. Сумма двоеборья составила 154 кг.
Через год она повторила свой успех и вновь завоевала титул чемпионки континента с результатом на штанге 156 кг.
В 2014 году Юлия выступила сразу на трёх крупных международных соревнованиях. На юниорском европейском первенстве в весе до 48 кг она стала третьей. Дебют на взрослом чемпионате Европы принёс ей девятое итоговое место. Выступление на чемпионате мира оказалось скромным, лишь 24-е место и сумма 153 кг. В 2014 году Юлия также выиграла Чемпионат Республики Беларусь, показав суммарный результат 156 кг выступая в весовой категории до 48 кг.
В 2015 году она завоевала серебряную медаль на молодёжном чемпионате Европы с результатом 152 кг. В следующем, 2016, году, на молодёжном первенстве была только пятой.
На чемпионат Европы 2019 года, в Батуми, Юлия по сумме двух упражнений стала бронзовым призёром, сумев зафиксировать результат 150 кг. В упражнение рывок она завоевала малую серебряную медаль (69 кг).

## Достижения
Чемпионат Европы
| Результат | Вес       | Год  | Место соревнований | Рывок | Толчок | Общий вес |
| Бронза    | до 45 кг. | 2019 | Батуми, Грузия     | 69,0  | 81,0   | 150,0     |
| Бронза    | до 49 кг. | 2019 | Гродно,Беларусь    | 57    | 73     | 130       |
|           |           |      |                    |       |        |           |